# 20e étape du Tour d'Espagne 2009

La 20e étape du Tour d'Espagne 2009 s'est déroulée le 19 septembre 2009 entre Tolède et Tolède sur 27,8 kilomètres. Cette étape contre-la-montre est remportée par le Britannique David Millar. Alejandro Valverde, conserve la tête du classement général.

## Classement de l'étape
|    | Coureur              | Pays        | Équipe            | Temps       |
| -- | -------------------- | ----------- | ----------------- | ----------- |
| 1  | David Millar         | Royaume-Uni | Garmin-Slipstream | 35 min 53 s |
| 2  | Samuel Sánchez       | Espagne     | Euskaltel-Euskadi | + 5 s       |
| 3  | Cadel Evans          | Australie   | Silence-Lotto     | + 9 s       |
| 4  | Gustavo César Veloso | Espagne     | Xacobeo Galicia   | + 20 s      |
| 5  | Roman Kreuziger      | Tchéquie    | Liquigas          | + 30 s      |
| 6  | Philippe Gilbert     | Belgique    | Silence-Lotto     | + 34 s      |
| 7  | Alejandro Valverde   | Espagne     | Caisse d'Épargne  | + 36 s      |
| 8  | David Herrero        | Espagne     | Xacobeo Galicia   | + 37 s      |
| 9  | Jesús del Nero       | Espagne     | Fuji-Servetto     | + 40 s      |
| 10 | Lieuwe Westra        | Pays-Bas    | Vacansoleil       | + 43 s      |

## Classement général
|     | Coureur            | Pays      | Équipe            | Temps            |
| --- | ------------------ | --------- | ----------------- | ---------------- |
| 1   | Alejandro Valverde | Espagne   | Caisse d'Épargne  | 84 h 10 min 32 s |
| 2   | Samuel Sánchez     | Espagne   | Euskaltel-Euskadi | + 55 s           |
| 3   | Cadel Evans        | Australie | Silence-Lotto     | + 1 min 32 s     |
| 4   | Ivan Basso         | Italie    | Liquigas          | + 2 min 12 s     |
| 5   | Ezequiel Mosquera  | Espagne   | Xacobeo Galicia   | + 4 min 27 s     |
| 6   | Robert Gesink      | Pays-Bas  | Rabobank          | + 6 min 40 s     |
| 7   | Joaquim Rodríguez  | Espagne   | Caisse d'Épargne  | + 9 min 08 s     |
| 8   | Paolo Tiralongo    | Italie    | Lampre-NGC        | + 9 min 11 s     |
| 9   | Philip Deignan     | Irlande   | Cervélo TestTeam  | + 11 min 08 s    |
| Dsq | Juan José Cobo     | Espagne   | Fuji-Servetto     | + 11 min 27 s    |

## Classements annexes
| Classement par points | Classement par points | Classement par points | Classement par points | Classement par points |
| Rang                  | Cycliste              | Pays                  | Équipe                | Pts                   |
| --------------------- | --------------------- | --------------------- | --------------------- | --------------------- |
|                       | André Greipel         | Allemagne             | Columbia-HTC          | 123                   |
| 2                     | Alejandro Valverde    | Espagne               | Caisse d'Épargne      | 111                   |
| 3                     | Cadel Evans           | Australie             | Silence-Lotto         | 99                    |

| Grand Prix de la montagne | Grand Prix de la montagne | Grand Prix de la montagne | Grand Prix de la montagne | Grand Prix de la montagne |
| Rang                      | Cycliste                  | Pays                      | Équipe                    | Pts                       |
| ------------------------- | ------------------------- | ------------------------- | ------------------------- | ------------------------- |
|                           | David Moncoutié           | France                    | Cofidis                   | 186                       |
| 2                         | David de la Fuente        | Espagne                   | Fuji-Servetto             | 99                        |
| 3                         | Julián Sánchez            | Espagne                   | Contentpolis-Ampo         | 73                        |

| Combiné | Combiné            | Combiné | Combiné           | Combiné |
| Rang    | Cycliste           | Pays    | Équipe            | Pts     |
| ------- | ------------------ | ------- | ----------------- | ------- |
|         | Alejandro Valverde | Espagne | Caisse d'Épargne  | 7       |
| 2       | Ezequiel Mosquera  | Espagne | Xacobeo Galicia   | 16      |
| 3       | Samuel Sánchez     | Espagne | Euskaltel-Euskadi | 16      |

| Classement par équipes | Classement par équipes | Classement par équipes | Classement par équipes | Classement par équipes |
| Rang                   | Pays                   | Équipe                 | Temps                  |                        |
| ---------------------- | ---------------------- | ---------------------- | ---------------------- | ---------------------- |
|                        | Xacobeo Galicia        | Espagne                | en 252 h 24 min 14 s   |                        |
| 2                      | Caisse d'Épargne       | Espagne                | + 23 min 43 s          |                        |
| 3                      | Astana                 | Kazakhstan             | + 31 min 23 s          |                        |